# Nelly Kamwelu
Nelly Alexandra Kamwelu (sinh năm 1993) là nữ hoàng sắc đẹp, và thí sinh hoa hậu người Tanzania đoạt danh hiệu Hoa hậu Hoàn vũ Tanzania và Hoa hậu Vùng Nam Phi năm 2011. Cô là thí sinh đại diện cho đất nước tham gia cuộc thi Hoa hậu Hoàn vũ 2011 tại São Paulo, Brazil, Hoa hậu Quốc tế 2011 tại Trung Quốc, Hoa hậu Trái Đất 2011 ở Manila, Philippines và Nữ hoàng Du lịch Quốc tế 2011 ở Trung Quốc.
Cô là nữ hoàng sắc đẹp duy nhất của đất nước đã tham gia vào bốn giải Grand Slam Sắc đẹp (Hoa hậu Hoàn vũ, Hoa hậu Quốc tế, Hoa hậu Trái Đất và Hoa hậu Du lịch Nữ hoàng Quốc tế) trong một năm.

## Hoa hậu Hoàn vũ Tanzania
Kamwelu giành được chiến thắng tại lần tổ chức thứ năm của cuộc thi Hoa hậu Hoàn vũ Hoa hậu Tanzania vào tháng 5 năm 2011. và đại diện cho đất nước của mình tham gia cuộc thi Hoa hậu Hoàn vũ 2011 tở chức tại São Paulo, Brazil. Mặc dù cô không được xếp hạng nhưng cô cũng thu hút sự chú ý với Trang phục Quốc gia của mình và nhận được rất nhiều phản ứng tích cực. Nelly thay thế Á hậu 2 của cuộc thi Hoa hậu Hoàn vũ Tanzania để tham gia cuộc thi Hoa hậu Quốc tế 2011 và cũng thay thế Á hậu 1 khi trở về đất nước của mình từ Thành Đô, Trung Quốc để đại diện cho Tanzania tham gia cuộc thi Hoa hậu Trái Đất 2011.
Đến cuối năm, cô được bầu làm đại diện cho Tanzania tham gia cuộc thi Hoa hậu Du lịch Nữ hoàng Quốc tế 2011.
Điều này làm cho cô trở thành nữ hoàng sắc đẹp đầu tiên và duy nhất của Tanzania tham gia vào bốn cuộc thi Grand Slam Sắc đẹp (Hoa hậu Hoàn vũ, Hoa hậu Quốc tế, Hoa hậu Trái Đất và Hoa hậu Du lịch Nữ hoàng Quốc tế (TQI)) trong một năm.

## Hoa hậu Nam Phi quốc tế
Kamwelu được Hội đồng Du lịch Tanzania tài trợ để đại diện cho đất nước tham gia cuộc thi Hoa hậu Nam Phi Quốc tế được tổ chức tại Ndola, Zambia như là một phần của Hội chợ Thương mại Quốc tế Zambia. Cô giành được danh hiệu chính bằng cách đánh bại sáu thí sinh khác và cũng giành được giải thưởng Áo choàng đẹp nhất.

## Nữ hoàng Du lịch Quốc tế
Vào cuối năm (2011), Nelly cạnh tranh trong cuộc thi Nữ hoàng Du lịch Quốc tế 2011 và trở thành thí sinh đầu tiên của đất nước cô đã tỏa sáng trong cuộc thi bằng cách chiếm vị trí thứ 5 trong trận chung kết.